# Festival Eurovisão da Dança 2008
O Festival Eurovisão da Dança 2008 foi a segunda e última edição do Festival Eurovisão da Dança e foi realizado em Glasgow, Escócia, organizado pela BBC em 6 de setembro. Os apresentadores foram, como na edição anterior, Graham Norton e Claudia Winkleman. O concurso aconteceu no SEC Center.
Os vencedores do concurso foram Edyta Herbuś e Marcin Mroczek da Polónia, que alcançaram uma pontuação de 154 pontos. O 2º lugar foi para a Rússia, o 3º lugar para a Ucrânia, o 4º lugar para a Lituânia e o 5º lugar para o Azerbaijão que participou pela primeira vez.
Em uma mudança nas regras, os casais profissionais não podiam mais participar do concurso. Pelo menos um dançarino de cada casal deveria ser uma celebridade local, e não ter formação profissional para dançar. Outra mudança foi que cada casal se apresentou apenas uma vez. Em 2007, cada casal executou um salão de baile ou uma coreografia latina seguida de uma dança freestyle incorporando sabores nacionais; no concurso de 2008, a última dança de estilo livre continuou e desta vez poderia incluir elementos do latim tradicional e de salão de baile. Foi apresentado um painel de especialistas com um peso aproximado de 23% do resultado total e os restantes 77% determinados através de televoto. A pontuação mais alta possível do júri foi de 48, enquanto o televoto atingiu o máximo de 156 pontos.

## Localização

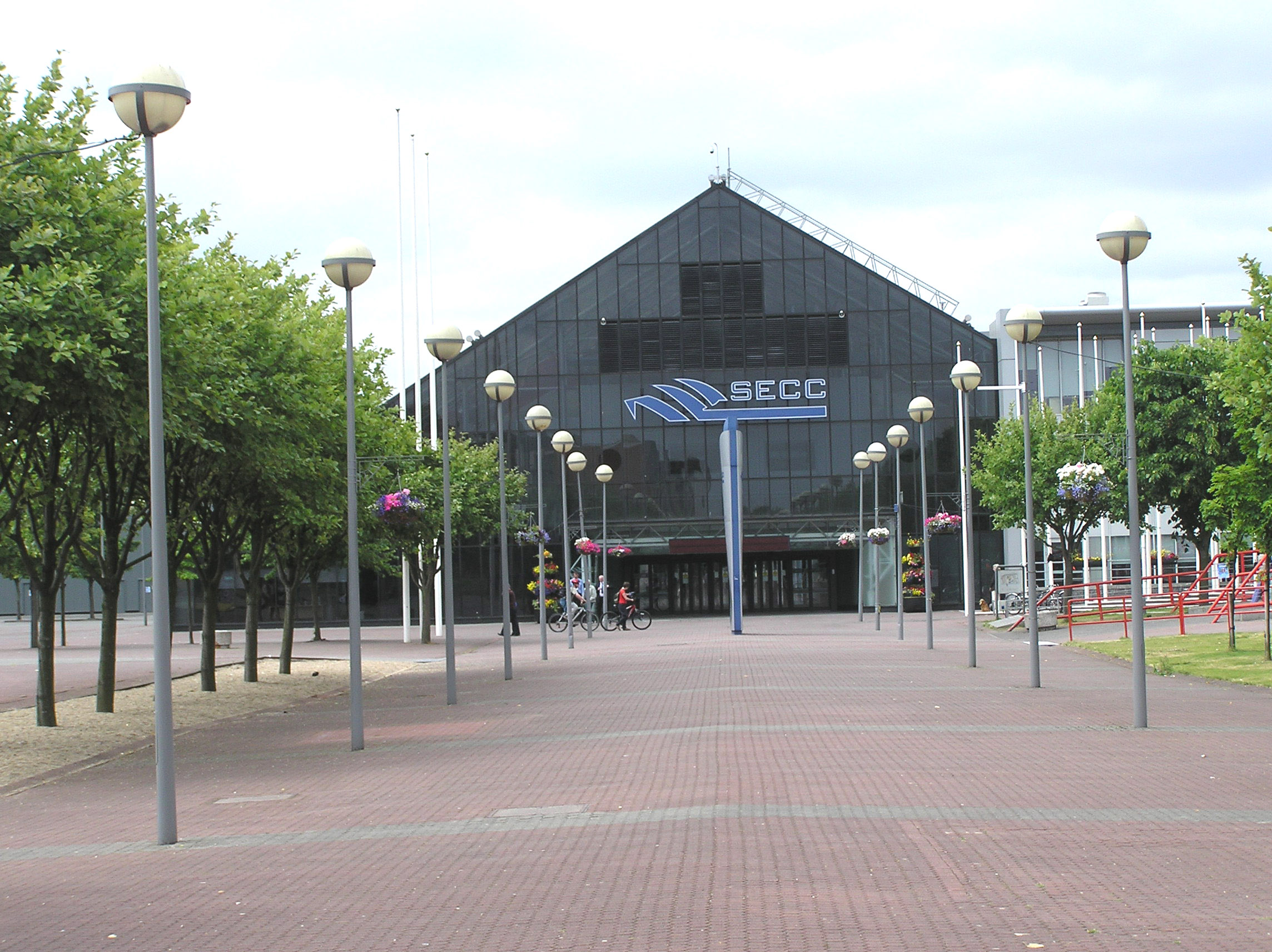
SEC Centre, em Glasgow – sede do concurso de 2008.

O SEC Centre é o maior centro de exibição da Escócia, localizado no distrito de Finnieston na margem norte do Rio Clyde, Glasgow. A holding do local, SEC Limited, é 91% de propriedade da Glasgow City Council e 9% de propriedade de investidores privados. Provavelmente é mais conhecido por receber concertos, principalmente no Hall 4 e no Hall 3.
Desde a inauguração dos edifícios originais em 1985, o complexo passou por duas grandes ampliações; o primeiro foi o SEC Armadillo em 1997, e depois a arena OVO Hydro em 2013.
A cidade-sede e o local foram anunciados pela BBC em 7 de julho de 2008.O concurso contou com a presença de um público de 2.000 pessoas.

## Formato

### Regras e participantes
De acordo com as regras de 2007, Seção 2.2 no site oficial, todos os participantes do Festival Eurovisão da Dança 2007 concordaram em participar em 2008 ao se inscreverem no primeiro concurso. No entanto, em Junho de 2008, a Suíça anunciou a sua retirada do concurso sem especificar o motivo., enquanto a Alemanha também decidiu retirar-se do evento no final do mesmo mês, devido às classificações comparativamente baixas para o concurso de 2007 no país.
A ordem de execução foi anunciada em 8 de agosto. Devido a um conflito de agenda com as eliminatórias da Copa do Mundo FIFA de 2010, a emissora espanhola anunciou sua retirada tardia em 28 de agosto, poucos dias antes da data marcada para a realização da competição. Em julho, realizaram o show de seleção nacional Quiero Bailar e nomearam a cantora Rosa López e o dançarino Nieto como representantes no concurso. De acordo com o sorteio eles deveriam ser o 15º casal a se apresentar.
À medida que o número de danças foi reduzido, com cada casal a actuar uma vez em vez de duas, novos países foram autorizados a participar no concurso, mas o único novo país a participar no concurso foi o Azerbaijão.

### Atos de abertura e intervalo

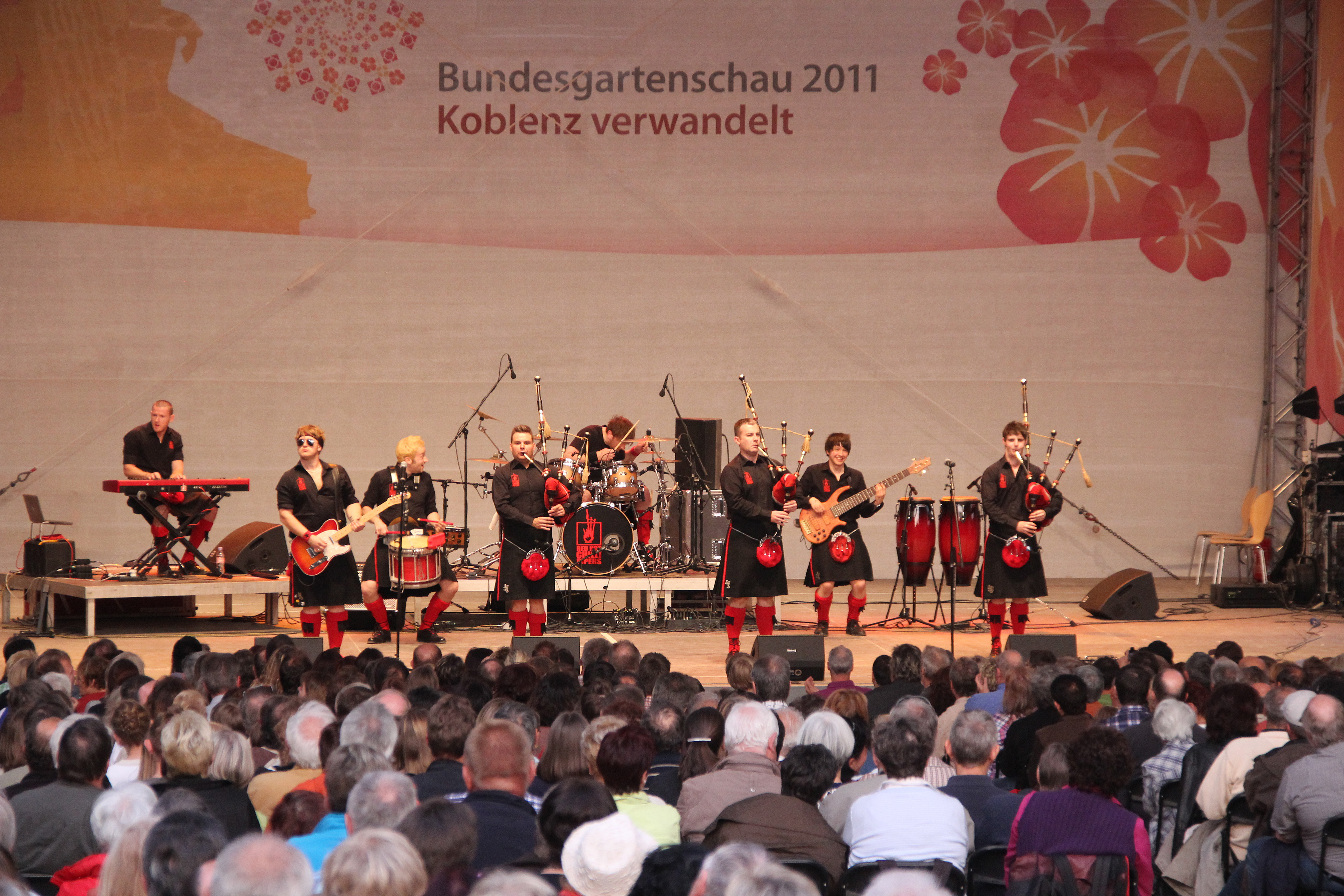
Atuação da Red Hot Chilli Pipers

A abertura do show contou com Red Hot Chilli Pipers tocando um medley de músicas conhecidas com sabor escocês, com todos os casais participantes apresentados no palco em ordem de apresentação. O ato de intervalo contou com uma rotina de dança em grupo e foi seguido pela soprano Lesley Garrett e o elenco do Carrossel, apresentando um medley de "June Is Bustin' Out All Over" e "You'll Never Walk Alone" acompanhado pelo City of Glasgow Chorus.

## Controvérsias
O Azerbaijão e a Grécia anunciaram casais de dança profissionais como seus representantes no Eurovision Dance Contest 2008. De acordo com os regulamentos do concursot, casais profissionais não foram autorizados a participar da competição. A EBU especificou que o casal deveria ser composto por um profissional (definido como um dançarino que ganha a vida através da dança e de atividades relacionadas à dança) e um não profissional conhecido em uma área diferente da dança. O não profissional não era obrigado a ser celebridade, desde que fosse conhecido em sua área, e também não era obrigatório que o não profissional não tivesse experiência em dança. No entanto, uma vez que os representantes do Azerbaijão e da Grécia eram ambos constituídos por dois bailarinos profissionais, não está claro por que razão as suas inscrições foram consideradas válidas.

## Países participantes
| Ordem | País          | Bailarinos                            | Estilo de Dança                                   | Qualificação | Pontos |
| ----- | ------------- | ------------------------------------- | ------------------------------------------------- | ------------ | ------ |
| 1     | Suécia        | Danny Saucedo & Jeanette Carlsson     | Cha-Cha                                           | 12           | 38     |
| 2     | Áustria       | Dorian Steidl & Nicole Kuntner        | Slowfox/Jive                                      | 13           | 29     |
| 3     | Dinamarca     | Patrick Spiegelberg & Katja Svensson  | Samba/Tango/Paso Doble/Jazz Dance                 | 6            | 102    |
| 4     | Azerbaijão    | Eldar Dzhafarov & Anna Sazhina        | Paso Doble/Rumba/Tango/Azeri Folk Dance           | 5            | 106    |
| 5     | Irlanda       | Gavin Ó Fearraigh & Dearbhla Lennon   | Paso Doble/Rumba/Hard Shoe Irish Dance            | 11           | 40     |
| 6     | Finlândia     | Maria Lund & Mikko Ahti               | Tango                                             | 10           | 44     |
| 7     | Países Baixos | Thomas Berge & Roemjana De Haan       | Rumba/Show Dance                                  | 14           | 1      |
| 8     | Lituânia      | Karina Krysko & Saulius Skambinas     | Rumba/Cha-Cha/Acrobatic Elements                  | 4            | 110    |
| 9     | Reino Unido   | Louisa Lytton & Vincent Simone        | Paso Doble/Jive/Tango                             | 9            | 47     |
| 10    | Rússia        | Tatiana Navka & Alexander Litvinenko  | Cha-Cha/Samba/Rumba/Paso Doble/Russian Folk Dance | 2            | 121    |
| 11    | Grécia        | Jason Roditis & Tonia Kosovich        | Latin dances                                      | 7            | 72     |
| 12    | Portugal      | Raquel Tavares & João Tiago           | Rumba/Tango                                       | 8            | 61     |
| 13    | Polónia       | Edyta Herbuś & Marcin Mroczek         | Rumba/Cha-Cha/Jazz Dance                          | 1            | 154    |
| 14    | Ucrânia       | Lilia Podkopayeva & Sergey Kostetskiy | Jive/Ukrainian Folk Dance/Rock'n'Roll             | 3            | 119    |

## Votação
|                      |                              | Votações |           |            |                      |           |               |          |             |        |        |          |         |         |    |    |
| Júri                 | Suécia                       | Áustria  | Dinamarca | Azerbaijão | República da Irlanda | Finlândia | Países Baixos | Lituânia | Reino Unido | Rússia | Grécia | Portugal | Polónia | Ucrânia |    |    |
| Países participantes | Suécia                       | 4        | -         | 3          | 10                   | -         | -             | 7        | -           | 1      | 2      | 2        | 2       | 3       | 4  | -  |
| Países participantes | Áustria                      | -        | -         | -          | 3                    | 2         | 1             | 3        | -           | 4      | 5      | 4        | 5       | 1       | -  | 1  |
| Países participantes | Dinamarca                    | 48       | 8         | 7          | -                    | 1         | 3             | 8        | 2           | 6      | 4      | -        | 1       | 7       | 2  | 5  |
| Países participantes | Azerbaijão                   | 28       | 5         | 8          | -                    | -         | 7             | 1        | 4           | 12     | 1      | 10       | 6       | 4       | 12 | 8  |
| Países participantes | República da Irlanda         | -        | -         | -          | 4                    | 6         | -             | 2        | -           | 5      | 8      | 7        | -       | -       | 6  | 2  |
| Países participantes | Finlândia                    | 12       | 12        | -          | 6                    | 5         | -             | -        | 1           | 3      | -      | -        | -       | 2       | 3  | -  |
| Países participantes | Países Baixos                | -        | -         | 1          | -                    | -         | -             | -        | -           | -      | -      | -        | -       | -       | -  | -  |
| Países participantes | Lituânia                     | 32       | 7         | -          | 7                    | 4         | 10            | 6        | 5           | -      | 10     | 5        | 4       | 5       | 8  | 7  |
| Países participantes | Reino Unido                  | 8        | 1         | 4          | 5                    | 3         | 8             | -        | 10          | -      | -      | 1        | 3       | -       | 1  | 3  |
| Países participantes | Rússia                       | 24       | 6         | 6          | 2                    | 8         | 4             | 12       | 8           | 10     | -      | -        | 12      | 10      | 7  | 12 |
| Países participantes | Grécia                       | 40       | 4         | 2          | -                    | -         | 2             | 5        | 3           | -      | 3      | 3        | -       | 6       | -  | 4  |
| Países participantes | Portugal                     | -        | 3         | 5          | 1                    | 7         | 6             | -        | 6           | 2      | 7      | 6        | 7       | -       | 5  | 6  |
| Países participantes | Polónia                      | 20       | 10        | 12         | 12                   | 10        | 12            | 10       | 12          | 8      | 12     | 8        | 10      | 8       | -  | 10 |
| Países participantes | Ucrânia                      | 16       | 2         | 10         | 8                    | 12        | 5             | 4        | 7           | 7      | 6      | 12       | 8       | 12      | 10 | -  |
| Países participantes | Tabela por ordem de actuação |          |           |            |                      |           |               |          |             |        |        |          |         |         |    |    |

### 12 pontos
Os seguintes países foram os que mais vezes receberam a pontuação máxima (12 pontos) através do tele-voto:
| 5 | Polónia    | Áustria, Dinamarca, Irlanda, Países Baixos, Reino Unido |
| 3 | Rússia     | Finlândia, Grécia, Ucrânia                              |
| 3 | Ucrânia    | Azerbaijão, Rússia, Portugal                            |
| 2 | Azerbaijão | Lituânia, Polónia                                       |
| 1 | Finlândia  | Suécia                                                  |

### Júri profissional
Um júri especializado composto por juízes da Federação Internacional de DanceSport de países não participantes atuou como júri no concurso. Após cada apresentação, cada membro do júri atribuiu a cada apresentação até 12 pontos. Os membros do júri foram:
- Júri A:  Singapore – Gladys Tay (head judge)
- Júri B:  Germany – Sven Traut
- Júri C:  Slovenia – Barbara Nagode Ambrož
- Júri D:  France – Michelle Ribas

Os pontos abaixo foram convertidos (dando ao voto do júri o peso dos votos de quatro países no resultado total) em 4 conjuntos de 12 pontos, 12 para o primeiro colocado na tabela de classificação do júri, 10 pontos para o segundo, 8 pontos para o terceiro e assim por diante, até 1 ponto para o 10º. Os outros quatro casais não recebem nenhum ponto dos jurados.
| #  | País          | Jurí   | Jurí   | Jurí   | Jurí   | Total |
| #  | País          | Jurí A | Jurí B | Jurí C | Jurí D | Total |
| -- | ------------- | ------ | ------ | ------ | ------ | ----- |
| 1  | Suécia        | 8      | 8      | 8      | 7      | 31    |
| 2  | Áustria       | 7      | 7      | 7      | 7      | 28    |
| 3  | Dinamarca     | 12     | 12     | 12     | 12     | 48    |
| 4  | Azerbaijão    | 12     | 10     | 10     | 10     | 42    |
| 5  | Irlanda       | 7      | 7      | 8      | 7      | 29    |
| 6  | Finlândia     | 10     | 8      | 8      | 8      | 34    |
| 7  | Países Baixos | 8      | 7      | 7      | 6      | 28    |
| 8  | Lituânia      | 12     | 10     | 10     | 10     | 42    |
| 9  | Reino Unido   | 8      | 10     | 8      | 8      | 34    |
| 10 | Rússia        | 10     | 12     | 10     | 10     | 42    |
| 11 | Grécia        | 10     | 12     | 12     | 10     | 44    |
| 12 | Portugal      | 8      | 7      | 8      | 7      | 30    |
| 13 | Polónia       | 10     | 10     | 12     | 8      | 40    |
| 14 | Ucrânia       | 10     | 10     | 10     | 8      | 38    |

### Porta-voz
A ordem em que cada país anunciou seus votos foi feita por ordem de desempenho. Os porta-vozes são mostrados ao lado de cada país.
1. Suécia – Carin da Silva
2. Áustria – Marvin Wolf
3. Dinamarca – Jens Blauenfeldt
4. Azerbaijão – Husniyya Maharramova
5. Irlanda – Brian Osmond
6. Finlândia – Jaana Pelkonen
7. Países Baixos – Marcus van Teijlingen
8. Lituânia – Audrius Giržadas
9. Reino Unido – Carol Smillie
10. Rússia – Larisa Verbitskaya
11. Grécia – Rika Vagiann
12. Portugal – Helena Coelho
13. Polónia – Anna Popek
14. Ucrânia – Yuliya Okropiridze

## Transmissão
A maioria dos países enviou comentadores para Glasgow ou comentaram a partir do seu próprio país, a fim de acrescentar informações aos participantes e, se necessário, fornecer informações sobre votação.
Entre os países participantes, Albânia, Armênia, Bielorrússia, Bósnia e Herzegovina, Chipre, Macedônia, Islândia, Israel, Malta e Espanha também transmitiram o evento sem enviar representantes. De acordo com as regras, a emissora espanhola TVE foi obrigada a transmitir o concurso ao vivo devido à sua retirada tardia como participante ativo.
 A EBU confirmou inicialmente que o evento seria transmitido no segundo canal da rede, La 2, "para benefício dos telespectadores espanhóis", no entanto, a TVE confirmou posteriormente que o atraso seria de uma hora, sem especificar o motivo. A Austrália também transmitiu o concurso em 6 de maio de 2009, como preparação para o Festival Eurovisão da Canção 2009, no SBS. Esta foi a primeira vez que a Austrália transmitiu o Eurovision Dance Contest, depois de não ter transmitido a edição de 2007, e foi ao ar sem qualquer comentário.
| Áustria       | ORF 2                               | Andi Knoll and Nicole Burns-Hansen           | [ 23 ]        |
| Azerbaijão    | Ictimai TV                          | Leyla Aliyeva and Murad Ragimov              | [ 17 ] [ 24 ] |
| Dinamarca     | DR1                                 | Sisse Fisker and Claus Larsen                | [ 25 ]        |
| Finlândia     | Yle TV2                             | Sirpa Suutari-Jääskö and Johanna Pirttilahti | [ 26 ]        |
| Grécia        | NET, ERT World                      | Maria Kozakou and Voula Santorineou          | [ 17 ]        |
| Irlanda       | RTÉ One                             | Marty Whelan and Brian Redmond               | [ 17 ]        |
| Lituânia      | LRT                                 | Asta Einikytė and Virginijus Visockas        | [ 27 ]        |
| Países Baixos | Nederland 1                         | Lucille Werner and Cor van de Stroet         | [ 28 ]        |
| Polónia       | TVP2                                | Artur Orzech and Zbigniew Zasada             | [ 29 ] [ 30 ] |
| Portugal      | RTP1, RTP Internacional, RTP África | Isabel Angelino and Alberto Rodrigues        | [ 17 ]        |
| Rússia        | Channel One                         | Yana Churikova and Stanislav Popov           | [ 17 ]        |
| Suécia        | TV4                                 | David Hellenius and Tony Irving              | [ 31 ]        |
| Ucrânia       | Pershyi Natsionalnyi                | Timur Miroshnychenko and Miroslav Keba       | [ 17 ]        |
| Reino Unido   | BBC One                             | Len Goodman and Craig Revel Horwood          | [ 32 ]        |

| País                 | Emissoras                         | Comentador(es)                         | Ref(s) |
| -------------------- | --------------------------------- | -------------------------------------- | ------ |
| Albânia              | RTSH                              | Leon Menkshi                           |        |
| Arménia              | ARMTV                             | Felix Khacatryan and Hrachuhi Utmazyan |        |
| Austrália            | SBS (broadcast on 6 May 2009)     | Sem comentários                        | [ 33 ] |
| Bielorrússia         | Belarus-1                         | Denis Kurian and Tatiana Bondarchuck   |        |
| Bósnia e Herzegovina | BHT 1 (delayed)                   | Dejan Kukrić                           |        |
| Chipre               | RIK 1, RIK Sat                    | Melina Karageorgiou                    |        |
| Islândia             | RÚV (delayed)                     | Eva María Jónsdótttir                  | [ 34 ] |
| Israel               | Channel 1 (delayed)               | Sem comentários                        |        |
| Macedónia do Norte   | MKRTV                             | Milanka Rašić                          |        |
| Malta                | TVM                               | Eileen Montesin                        |        |
| Espanha              | La 2, TVE Internacional (delayed) | Sandra Daviú                           | [ 35 ] |

### Audiências
| País        | Visualização | Ref(s)        |
| ----------- | ------------ | ------------- |
| Austria     | 0.49         | [ 36 ]        |
| Polónia     | 4.3          | [ 36 ]        |
| Portugal    | 0.87         | [ 36 ]        |
| Reino Unido | 4.7          | [ 36 ] [ 37 ] |